# Masarac
Masarac ist eine katalanische Gemeinde (municipio) mit 297 Einwohnern (Stand: 2024) in der Provinz Girona im Nordosten Spaniens. Sie liegt in der Comarca Alt Empordà. Die Gemeinde besteht neben dem Hauptort Masarac aus den Ortschaften El Priorat und Vilarnadal.

## Lage
Masarac liegt etwa 46 Kilometer nordnordöstlich von Girona auf einer Höhe von ca. 85 m.  

## Bevölkerungsentwicklung
| Jahr      | 1960 | 1970 | 1981 | 1991 | 2001 | 2011 | 2021 |
| Einwohner | 300  | 299  | 259  | 258  | 241  | 282  | 284  |

## Sehenswürdigkeiten

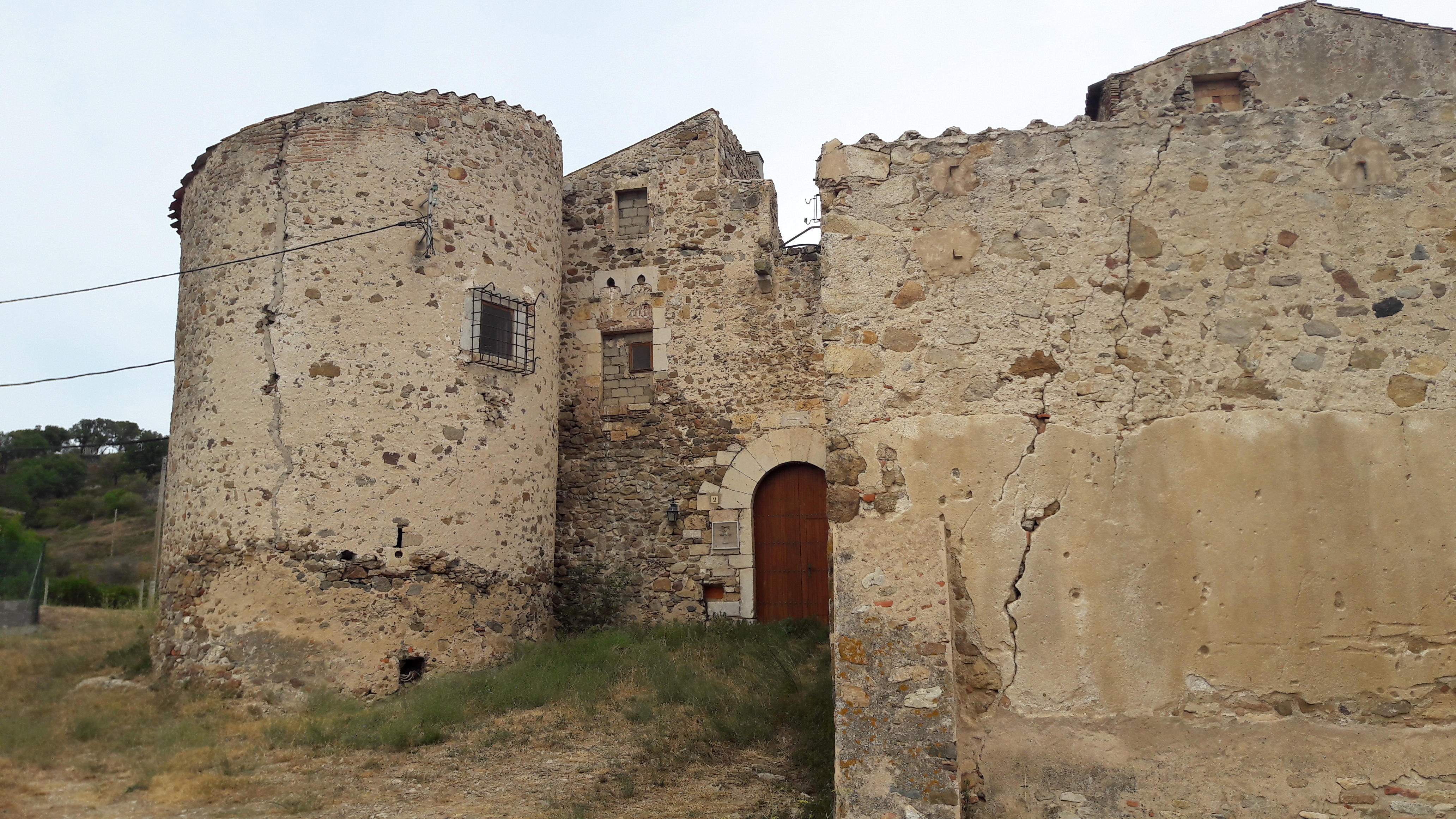
Burgruine von Vilarnadal
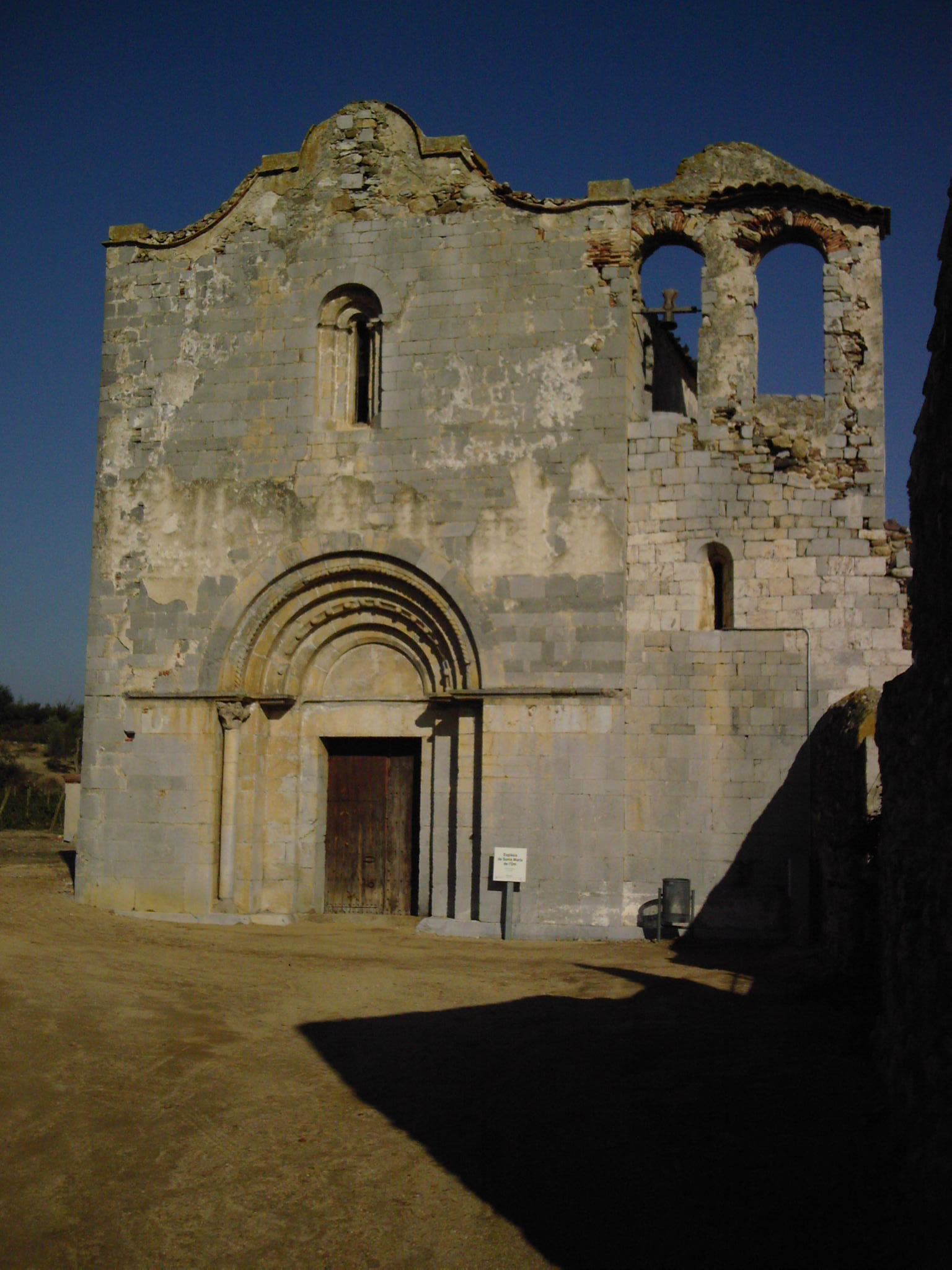
Klosterruine
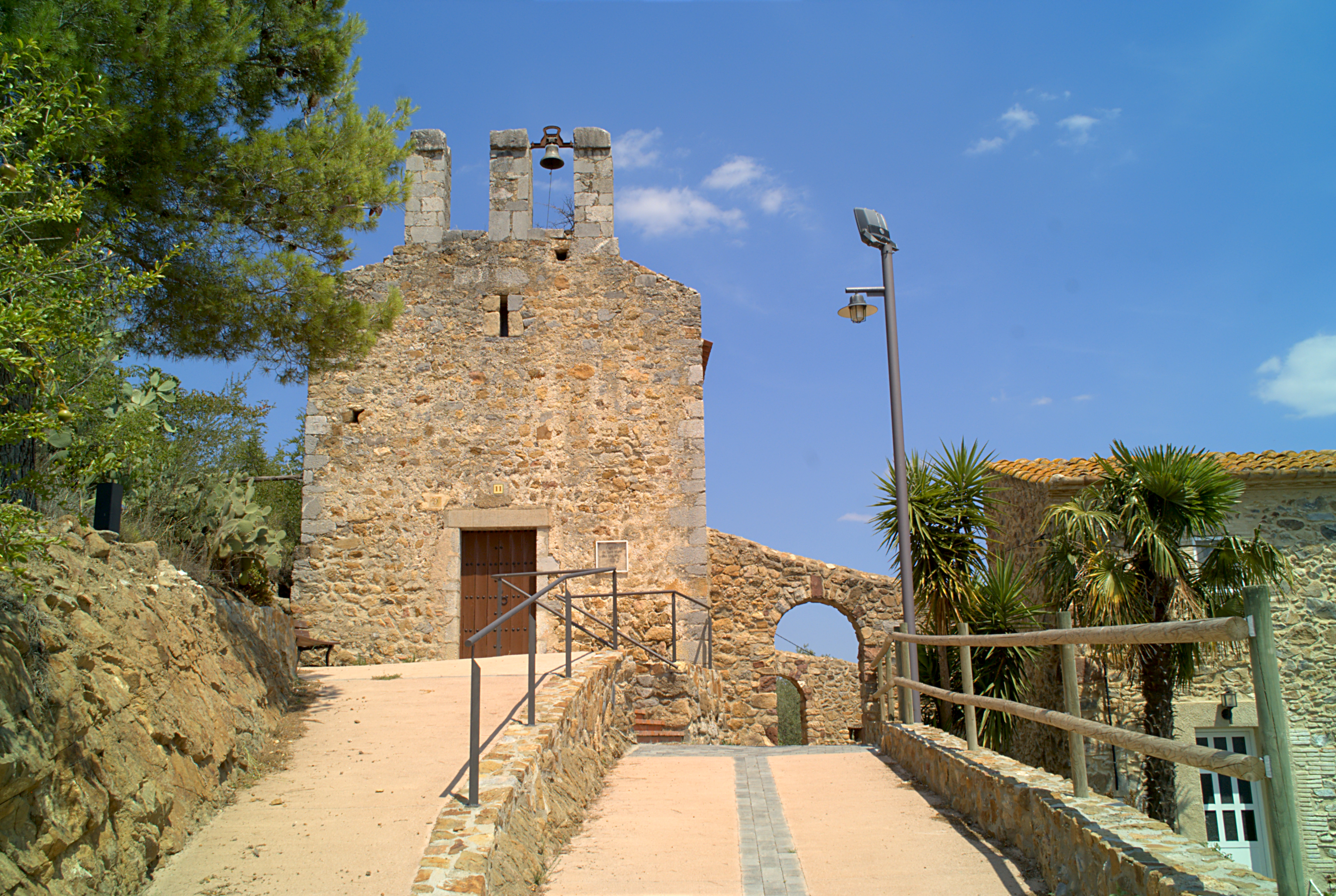
Martinskirche
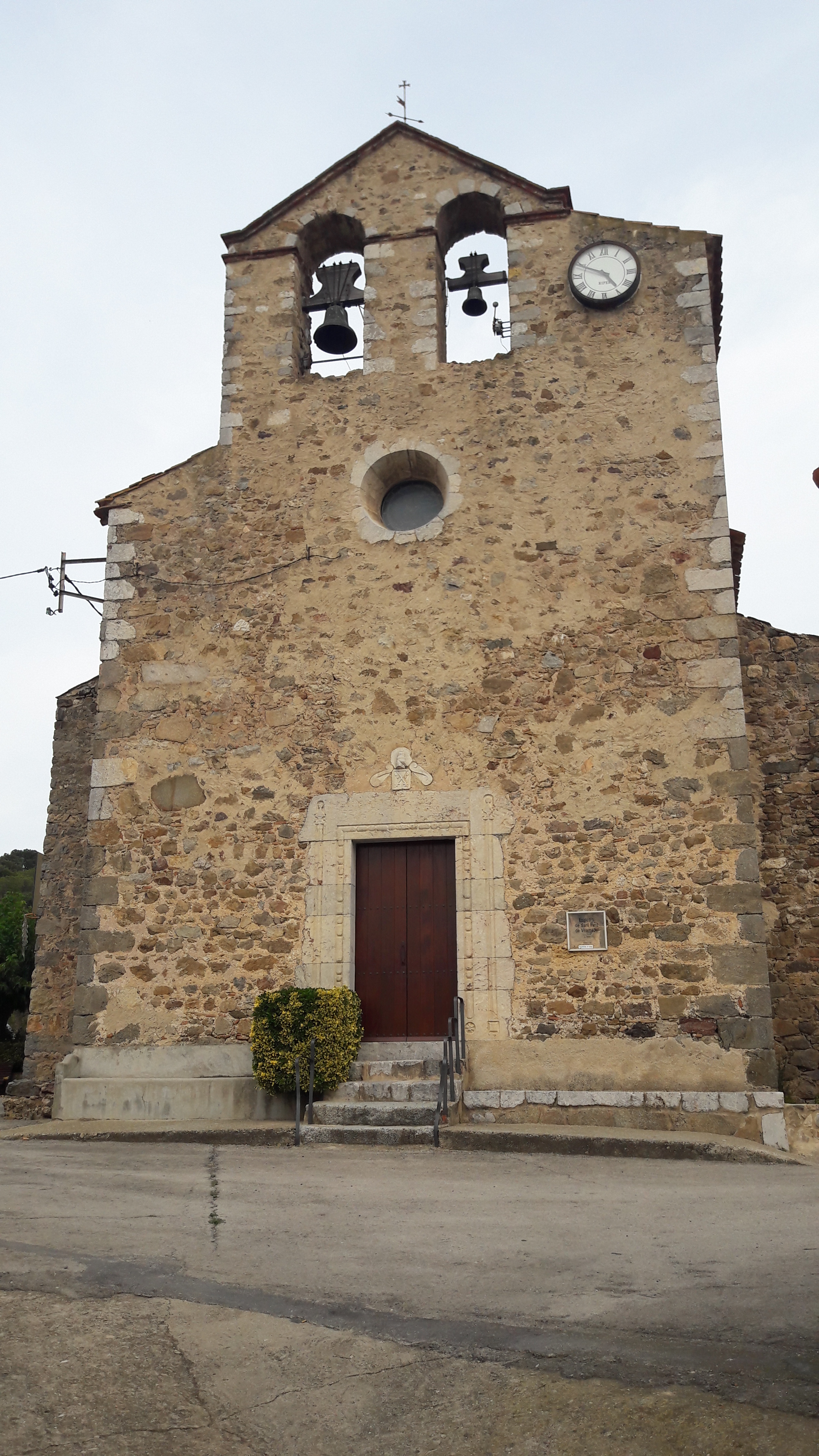
Peterskirche
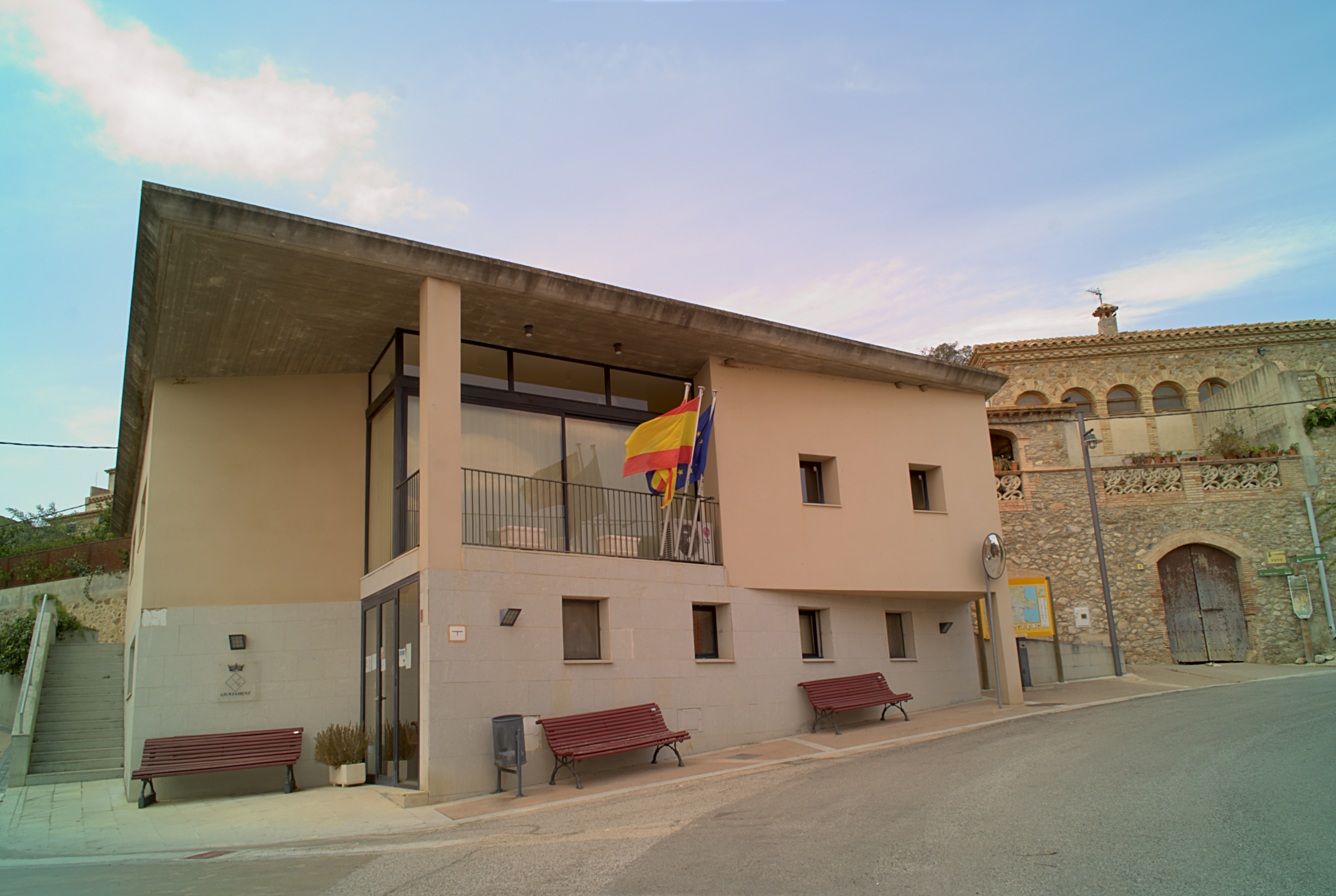
Rathaus

- Klosterruine Santa María de l’Om bei Vilarnadal
- Martinskirche von Masarac
- Peterskirche von Vilarnadal

- Burgruine von Vilarnadal
- Klosterruine
- Martinskirche
- Peterskirche
- Rathaus